# 丈部大麻呂 (下総国)
丈部 大麻呂(はせつかべ の おおまろ、生没年不詳）は日本古代の奈良時代の防人。下総国印波郡(千葉県)の人  。姓は直。

## 経歴
丈部（はせつかべ/はせべ）とは、東国に広く分布する軍事的部民と考えられ、「直」の姓を持つ東国の一族は、丈部を統率する地方の伴造であろうと想定される。
天平勝宝7歳2月16日（755年）、防人として筑紫に派遣される途中で詠んだ歌1首が『万葉集』巻20の4389番におさめられている。 
『正倉院文書』によると、同郡の大領も、同じ直姓であったことが分かっている。